# Philip Levine (Dichter)

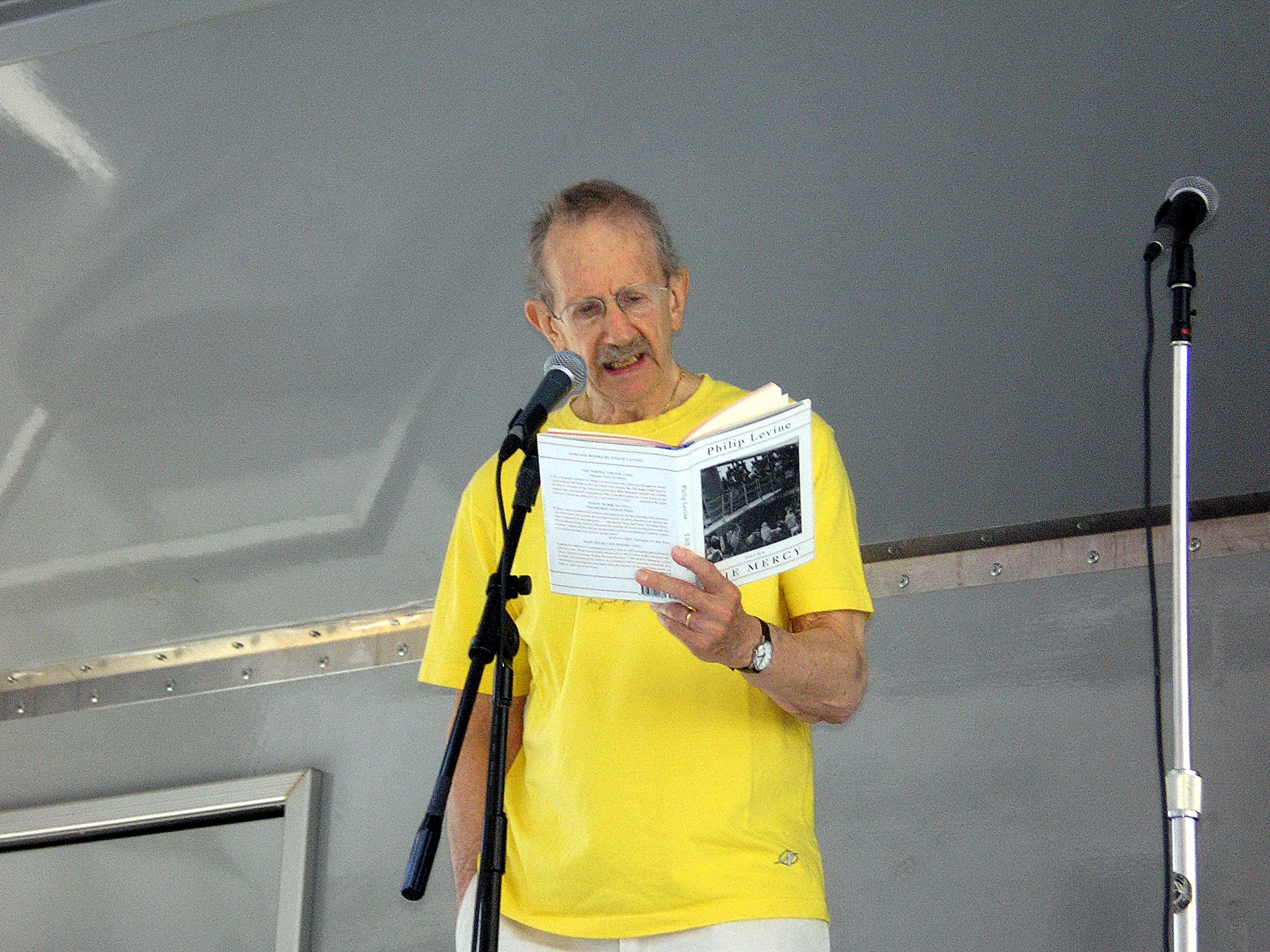
Philip Levine bei einer Autorenlesung (2006)

Philip Levine (* 10. Januar 1928 in Detroit, Michigan; † 14. Februar 2015 in Fresno, Kalifornien) war ein US-amerikanischer Dichter und Hochschullehrer, der sowohl zwei Mal den National Book Award als auch 1995 den Pulitzer-Preis für Poesie erhielt.

## Leben
Nach dem Schulbesuch studierte Levine, der russischer Abstammung war, an der Wayne State University und erwarb dort 1950 zunächst einen Bachelor of Arts (BA) und dann 1955 einen Master of Arts (MA). Ein weiteres postgraduales Studium an der University of Iowa schloss er mit einem Master of Fine Arts (MFA) ab und wurde Dozent am dortigen Iowa Writers’ Workshop. Später übernahm er eine Professur an der California State University, Fresno.
Seine schriftstellerische Laufbahn begann Levine, der auch ein Guggenheim-Stipendium erhielt, 1963 mit dem Gedichtband On the Edge. Für seinen 1979 erschienenen Gedichtband Ashes erhielt er 1980 erstmals den National Book Award in der Kategorie Lyrik (Poetry). Für What Work Is: Poems (1991) erhielt er 1991 den National Book Award in der Kategorie Lyrik, ehe er für seine 1994 erschienene Gedichtsammlung Simple Truth 1995 mit dem Pulitzer-Preis für Poesie geehrt wurde.
Zugleich veröffentlichte er 1994 unter dem Titel The Bread of Time: Toward an Autobiography seine Memoiren. 1997 wurde er in die American Academy of Arts and Letters und 2002 in die American Academy of Arts and Sciences gewählt. 2012 wirkte er an einem Jazz & Lyrik Projekt des Benjamin Boone Jazz Quartet mit, das Levines Gedicht „Our Valley“ vertonte.

## Weitere Veröffentlichungen
- Not This Pig (1968)
- They Feed the Lion (1972)
- The Names of the Lost (1976)
- One for the Rose (1981)
- Sweet Will (1985)
- A Walk with Tom Jefferson (1988)
- Smoke (1997)
- Mercy (1999)
- Breath (2004)
- Stranger to Nothing: Selected Poems (2006)
- News of the World (2009)

## Hintergrundliteratur
- Christoper Buckley: On the Poetry of Philip Levine: Stranger to Nothing, University of Michigan Press, 1991.